# Miary wrażliwości
Miary wrażliwości – odzwierciedlają wpływ pewnych zmiennych (zwanych czynnikami ryzyka) na ceny lub stopy zwrotu.
W grupie miar wrażliwości najważniejszym narzędziem jest regresja liniowa, w której stopa zwrotu z akcji jest objaśniana stopą zwrotu z indeksu giełdowego opisującego ryzyko. Model ten jest znany w literaturze jako model Sharpe’a.

## Model Sharpe’a
Zasugerowano, aby ta sekcja została przeniesiona do artykułu.
Podstawą modelu Sharpe’a jest fakt, że stopy zwrotu z akcji zależą od stopy zwrotu z całego rynku giełdowego. Zachowanie rynku może być wyrażone indeksem giełdowym, którego wzrostowi towarzyszy wzrost cen większości akcji, a spadkowi – spadek większości cen akcji na giełdzie. Wynika z tego, że stopy zwrotu z akcji pozostają w ścisłym związku z indeksem giełdy. W modelu tym zależność między stopą zwrotu z akcji a stopą zwrotu z rynku wyraża następujące równanie:
{\displaystyle r_{i}=\alpha _{i}+\beta _{i}r_{m}+\xi _{i},}
gdzie:
{\displaystyle r_{i}} – stopa zwrotu z i-tej akcji,
{\displaystyle r_{m}} – stopa zwrotu z rynku mierzona stopą zwrotu z indeksu giełdowego,
{\displaystyle \alpha _{i}} – parametr strukturalny,
{\displaystyle \beta _{i}} – parametr wrażliwości na zmiany rynku,
{\displaystyle \xi _{i}} – składnik losowy równania.

## Współczynnik beta
Zakładając, że stopa zwrotu z akcji jest zależna od stopy zwrotu z indeksu giełdowego, można przeprowadzić badanie zachowania się stopy zwrotu z danej akcji na tle rynku. Parametr {\displaystyle \beta } w równaniu jest dla inwestora najważniejszym elementem równania i jako miara ryzyka jest tak zwanym współczynnikiem agresywności akcji. Współczynnik ten równy 1 wskazuje na idealną pozytywną korelację z rynkiem. Jednoprocentowemu wzrostowi (spadkowi) stopy zwrotu na rynku będzie towarzyszył w przybliżeniu jednoprocentowy wzrost (spadek) wartości stopy zwrotu z akcji danej spółki. Współczynnik większy od 1 oznacza, że wartość stopy zwrotu z akcji wzrośnie (spadnie) w przybliżeniu o więcej niż 1%, gdy stopa zwrotu z akcji wzrośnie (spadnie) o 1%. Stopa zwrotu z akcji jest w takim przypadku w dużym stopniu podatna na zmiany zachodzące na rynku. Akcje takiej spółki nazywa się agresywnymi.
Współczynnik {\displaystyle \beta } większy od 0, ale mniejszy od 1 oznacza, że stopa zwrotu z akcji jest w małym stopniu podatna na zmiany zachodzące na rynku. Akcje takiej spółki nazywa się defensywnymi. Współczynnik {\displaystyle \beta } równy 0 oznacza brak jakiegokolwiek ryzyka finansowego na rynku inwestycyjnym. Papier wartościowy nie reaguje na zmiany na rynku. Przykładem takiego papieru jest obligacja emitowana przez rząd. Ujemne wartości współczynnika {\displaystyle \beta } oznacza korelację negatywną (wzrostowi jednej wielkości towarzyszy spadek drugiej) i stopa zwrotu z akcji ma odwrotną tendencję niż stopy zwrotu z akcji reszty spółek. Wartość współczynnika {\displaystyle \beta } można wyznaczyć, korzystając ze wzoru:
{\displaystyle \beta ={\frac {\sum _{i=1}^{n}(r_{mt}-{\overline {r}}_{m})(r_{it}-{\overline {r}}_{i})}{\sum _{i=1}^{n}(r_{mt}-{\overline {r}}_{m})^{2}}}}
gdzie:
{\displaystyle t} – okres na którego podstawie wyznacza się parametry równania,
{\displaystyle {\overline {r}}_{i}} i {\displaystyle {\overline {r}}_{m}} – średnie stopy zwrotu, odpowiednio z akcji i rynku.
Ocenę parametru α wyznacza się na podstawie następującego wzoru:
{\displaystyle \alpha =r_{i}-\beta _{i}r_{m}.}
Z punktu widzenia pomiaru ryzyka model Sharpe’a jeste bardzo użyteczny, ponieważ pozwala na oszacowanie ryzyka dla danego waloru. Ryzyko akcji składa się z ryzyka dywersyfikowalnego oraz niedywersyfikowalnego. Całkowite ryzyko można zapisać za pomocą następującego wzoru:
{\displaystyle S_{i}^{2}=\beta _{i}^{2}S_{m}^{2}+S_{\xi }^{2}}
gdzie:
{\displaystyle S_{i}^{2}} – wariancja i-tej akcji (ryzyko całkowite akcji),
{\displaystyle S_{m}^{2}} – wariancja wskaźnika rynku (indeksu giełdowego),
{\displaystyle S_{\xi }^{2}} – wariancja składnika losowego i-tej akcji.
Pierwsza część wzoru zawierająca wariancję rynku, obrazuje ryzyko niedywersyfikowalne (ryzyko rynku) wynikające głównie z faktu gry na giełdzie. Druga, to ryzyko dywersyfikowalne (ryzyko specyficzne) powiązane z konkretną akcją, które można teoretycznie sprowadzić do zera. Należy zwrócić uwagę, że ryzyko akcji mierzone za pomocą tego wzoru nie jest tożsame z ryzykiem akcji mierzonym odchyleniem standardowym stopy zwrotu. W tym przypadku ryzyko akcji jest większe niż ryzyko mierzone ryzykiem standardowym.